# Elektroohřev

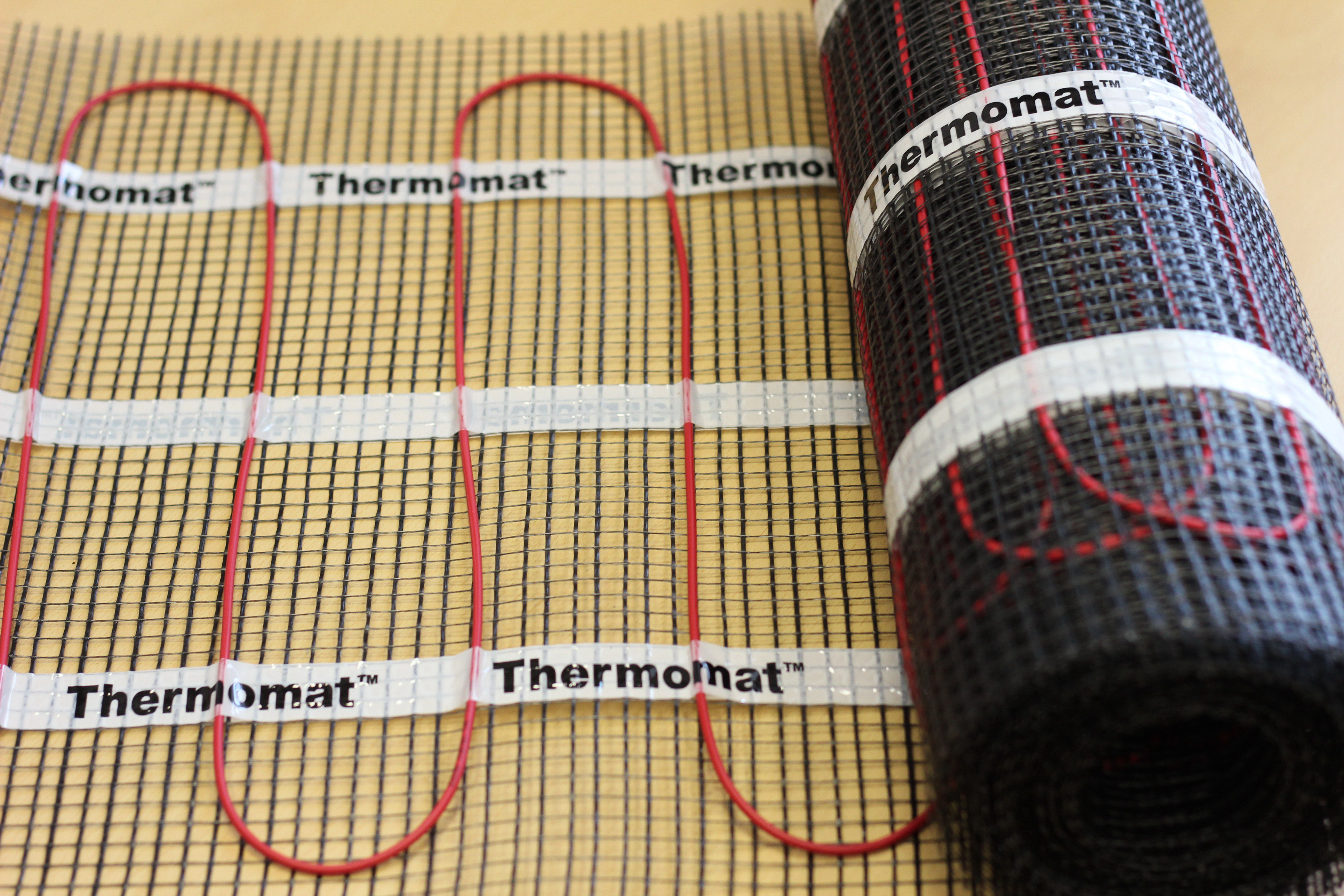
Topný kabel pro podlahové vytápění vlepený pro snazší instalaci do tzv. topné rohože

Elektroohřev nebo elektrootop, často označováno jako elektrický ohřev, elektrický otop, jsou názvy pro způsob, jakým lze docílit regulace teploty na potrubních systémech, nádržích a v řadě dalších aplikací. Používá se také pro ohřev okapů nebo je součástí systému elektrického podlahového vytápění. Mezi typické využití patří otop potrubí na technologických průmyslových zařízeních. Při montáži se využívá topných kabelů, které jsou instalovány po celé délce potrubí, a to takovým způsobem, aby byly vždy v přímém kontaktu s potrubím. Potrubí bývá následně izolováno tepelnou izolací, která zamezuje tepelným ztrátám. Topné kabely tak slouží jako ochrana před zamrznutím potrubí nebo k udržení jeho konstantní provozní teploty. V případě, že jsou potrubím transportovány látky, které mohou měnit při nižších teplotách skupenství, topné kabely zajišťují otop takového potrubí a nedochází k tuhnutí kapalných látek. Elektroohřev je alternativa k častějšímu vytápění párou, kdy tento způsob ohřevu není k dispozici nebo může být nežádoucí.

## Vývoj
Elektroohřev se začal používat ve 30. letech 20. století, avšak v této době neexistovalo žádné speciální vybavení. Kabely s minerální izolací využívaly vysoké hustoty elektrického proudu a tím generovaly teplo. Pro regulaci sloužila často zařízení z jiných aplikací. Odporové topné kabely s minerální izolací se objevily během 50. let, následně byly k dispozici také paralelní topné kabely, jejichž největší výhodou byla možnost krácení na požadovanou délku. V roce 1971 byly na trh uvedeny samoregulační topné kabely. V 70. letech sloužily k regulaci termostaty se stykači, od 90. let se pak u velkých systémů využívá regulace řízené a monitorované počítači.
Při návrhu a instalaci elektrických topných systémů jsou uplatňovány mezinárodní standardy IEEE 515 a 622 a také evropská elektrotechnická norma IEC 60208.

## Využití
Mezi nejčastější využití elektroohřevu patří:
- ochrana proti zamrzání potrubí
- udržování provozní teploty systémů

Příklady dalšího využití:
- ochrana schodišťových systémů proti zamrzání
- ochrana střešních systémů proti zamrzání
- elektrické podlahové vytápění

Podle charakteru prostoru či předmětu, který je třeba prostřednictvím elektroohřevu potřeba udržovat v provozní teplotě, je pak možnou alternativou ke klasickému topnému kabelu využití topné rohože, popřípadě topné uhlíkové fólie. V obou případech se jedná o inovaci topného kabelu - v prvním případě je kabel navinut v rastru, což umožňuje jednodušší pokládku a efektivnější celoplošnost vytápění, ve druhém je pak topný prvek-uhlík namísto v kabelu obsažen v celé ploše fólie. 

### Ochrana před zamrznutím
Jestliže je okolní teplota nižší, dochází u potrubních systémů a nádrží k tepelným ztrátám. Samotná tepelná izolace nemusí sloužit jako dostatečná ochrana před tepelnými ztrátami. Aby byla teplota udržována nad bodem mrazu, jsou jako ochrana před zamrznutím využívány topné kabely. Ty bývají obvykle regulovány termostatem s přednastavenou teplotou, která bývá nejčastěji okolo 3–5 °C. Termostat přestává být napájen ve chvíli, kdy okolní teplota přesáhne jeho přednastavenou teplotu ohřevu o 2 °C. Pak dojde k zastavení ohřevu.

### Udržování provozní teploty
Elektroohřev lze využít také na potrubních systémech, které není potřeba chránit před zamrznutím, ale je třeba udržovat na nich konstantní provozní teplotu. To se týká například potrubí, kde cirkuluje horká voda. Vhodná kombinace topných kabelů a tepelné izolace dokáže generovat tepelný výkon, který vyrovnává tepelné ztráty samotného potrubí. V těchto aplikacích se s výhodou využívá samoregulačních topných kabelů, které není potřeba opatřit termostatem pro regulaci teploty.
Další využití lze uplatnit na potrubních systémech, kterými proudí látky, které mohou při nižších teplotách tuhnout a je potřeba zajistit, aby byly stále v kapalném skupenství. Příkladem může být dehet a řada dalších chemických produktů.
V průmyslových aplikacích se s elektroohřevem lze nejčastěji setkat v chemických závodech, ropných rafinériích, jaderných elektrárnách, z dalších také v potravinářských provozech. Elektroohřev je alternativou k ohřevu párou, ne vždy je však vhodné ohřev párou využít. V některých aplikacích není přítomen zdroj páry nebo je z jiných důvodů tento způsob ohřevu nevhodný nebo nežádoucí.

## Topné kabely

### Sériové odporové topné kabely

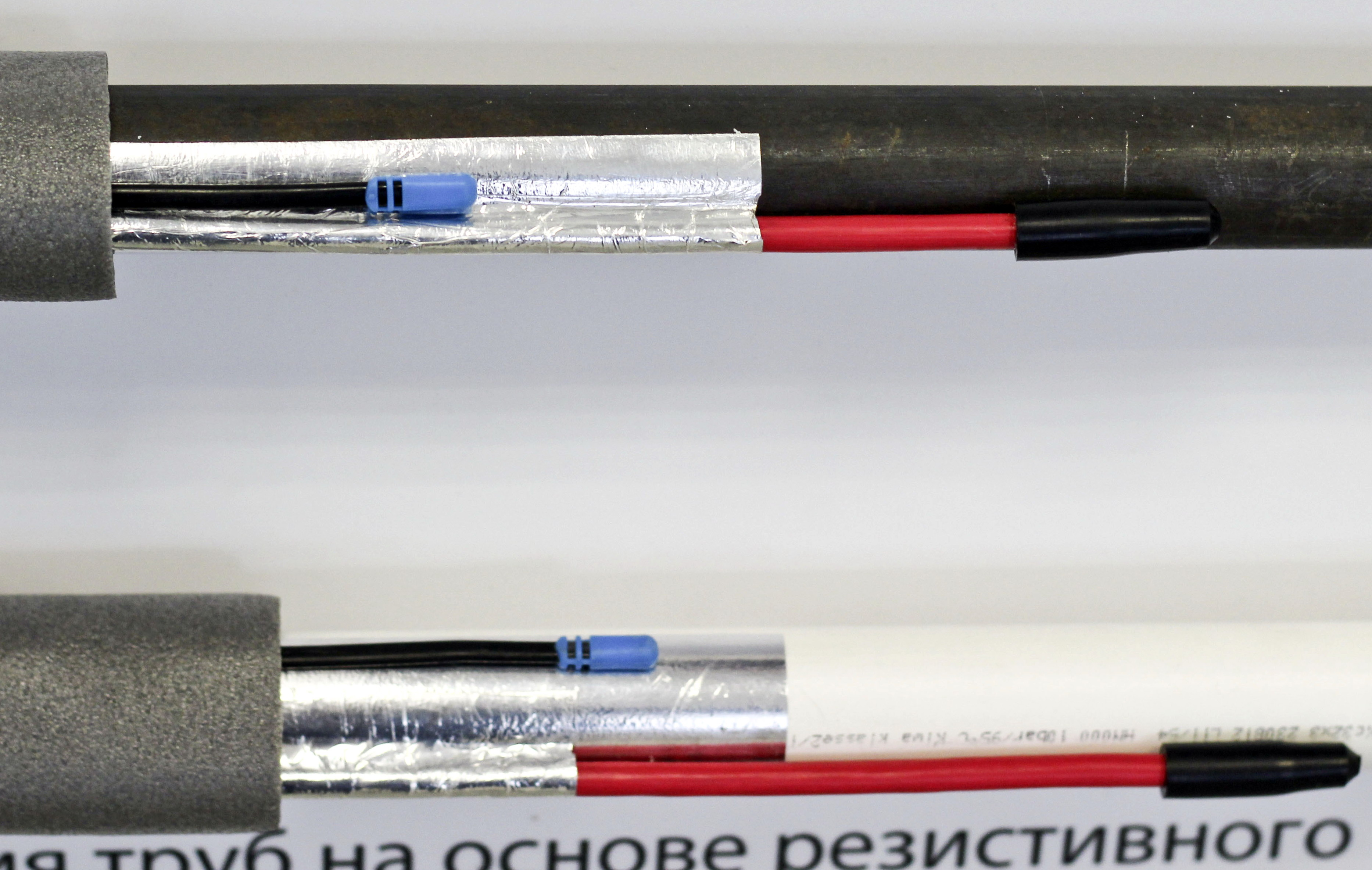
Sériové topné kabely

Sériové odporové topné kabely jsou opatřeny minerální izolací a vodiči z materiálu, který má vysoký elektrický odpor. Při průchodu elektrického proudu dochází ke vzniku tepla a tím i k ohřevu. Pokud se dva topné kabely kříží přes sebe, pak může dojít k jejich spálení, což je jednou z hlavních nevýhod těchto kabelů. Tento typ kabelu nelze při instalaci krátit na požadovanou délku. Jestliže se kabel přeruší, pak přestává ohřívat po celé své délce. Při montáži bývají kabely opatřeny termostaty pro regulaci teploty. Mezi hlavní výhodu patří to, že lze těmito kabely otápět dlouhé potrubní okruhy bez potřeby kabel přerušovat. Je možno se tak setkat i s kabely v délce několika kilometrů. Bývají také levnější než ostatní typy topných kabelů.

### Paralelní topné kabely s konstantním výkonem

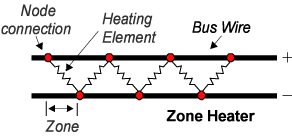
Na obrázku jsou vedeny dva paralelní vodiče, kterými prochází elektrický proud. Mezi nimi je veden odporový drát, který je v kontaktních místech (červených bodech) připojen k vodičům. Topný kabel se tak chová jako řada odporů zapojených do série

Dalším typem topných kabelů jsou paralelní topné kabely s konstantním výkonem, které jsou konstruovány ze dvou paralelních vodičů. Vodiče pro vedení elektrického proudu jsou v celé délce omotány odporovými dráty. Odporové dráty nejsou vedeny v celé délce kabelu souvisle, ale jsou přerušovány a v kontaktních místech propojeny s vodiči proudu. Kabel je tak rozdělen na řadu menších samostatných obvodů a při instalaci jej lze krátit na požadovanou délku. Tato výhoda kabelu tak usnadňuje jeho montáž. Obvykle se používají pro ohřev kratších okruhů, nejvýše několika stovek metrů. Regulace teploty je provedena pomocí teplotních čidel a termostatů.

### Samoregulační topné kabely
Samoregulační topný kabel, označován někdy také jako samoregulační topná páska, je typ paralelního topného kabelu, který mění svůj tepelný výkon v závislosti na okolní teplotě a k regulaci tak nepotřebuje termostat ani další regulační prvky. Je konstruován ze dvou paralelně vedených vodičů, mezi kterými je polymerové jádro kabelu s příměsí uhlíku. Taková vrstva pak při průchodu elektrického proudu mění strukturu. V případě, že je okolní teplota vyšší, zvyšuje se odpor topné vrstvy vůči procházejícímu proudu a tím se snižuje také tepelný výkon. V opačném případě, kdy je okolní teplota nízká, topná vrstva klade malý odpor procházejícímu proudu, topný kabel tak má vyšší tepelný výkon a tím dochází k ohřevu. Jádro kabelu je dále pokryto vrstvou polymerové izolace, na níž se nachází pozinkované měděné stínění (opředení) a to je ještě chráněno další izolační vrstvou z plastické hmoty. Mezi hlavní výhody samoregulačních topných kabelů patří to, že nepotřebují termostaty ani další prvky k regulaci teploty a také to, že je lze ve své délce libovolně krátit až na místě instalace. Tyto kabely jsou také mechanicky odolnější vůči poškození. Jestliže nedojde k přímému přerušení jednoho z vodičů proudu, ale pouze k menšímu mechanickému poškození topné vrstvy nebo vodiče, kabely jsou obvykle schopny dále vytápět. Nevýhodou je pak to, že oproti sériovým topným kabelům i paralelním topným kabelům s konstantním výkonem bývají dražší. S výhodou se využívají především v průmyslových aplikacích.

## Řízení a regulace
Topné kabely mohou být napájeny z jedno- nebo třífázové soustavy. K zapínání a vypínání elektroohřevu se využívají buď stykače, nebo nověji také prvky solid state relé. Pro regulaci teploty jsou instalovány termostaty (s výjimkou samoregulačních topných kabelů). K bezpečnému provozu bývají okruhy s elektroohřevem opatřeny proudovým chráničem. Elektromagnetické stínění u samoregulačních topných kabelů slouží v zapojení jako ochranný vodič PE.